# Жак Шесекс
Жак Шесекс (на френски: Jacques Chessex) е швейцарски френскоговорещ писател, художник, журналист и учител.

## Биография
Жак Шесекс е роден на 1 март 1934 г. в Пайерн. От 1951 до 1953, е учил в колежа „Сен Мишел“ във Фрибур, преди да учи литература в Лозанския университет. През 1953 г., там той става съосновател на литературно изданиеPays du Lac. През 1956, бащата на Шесекс се самоубива, което остава траен отпечатък върху него. Завършва своето образование през 1960 г.
През 1963 г., Шесекс е получава на наградата „Шилер“ за La Tête Ouverte. На следващата година, той става съосновател и на литературното списание Écriture. От 1969 г. той е преподавател по френска литература в гимназията „дьо ла Сите“ в Лозана.
През 1972 г. той е удостоен с наградата на Alpes-Jura. На следващата година, той получава наградата Гонкур за романа „Човекоядецът“ (L'Ogre) и става първият чужденец, удостоен с престижното отличие. През 2004 г. получава и Гонкур за поезия. През 1992 г. той получава наградата Маларме за поезия за „Les Aveugles du seul regard“, както и Голямата награда на Фондация Vaudoise pour la création artistique. През 1999 г. той е удостоен с Grand Prix de la langue française, както и за поезия Goncourt poetry grant for Allegria.
През 2007 г. е награден с голямата награда на името на Жан Жионо (Jean Giono) за цялостно творчество.
Жак Шесекс е един от най-скандалните писатели в родната си Швейцария и неведнъж е заплашван с убийство. По време на публична дискусия в Ивердон ле Бен на 9 октомври 2009 по повод театралната адаптация на романа му от 1967 г. Изповедта на отец Бърг, Шесекс получава сърдечен пристъп след като е бил остро апострофиран за подкрепата на Роман Полански Неговият литературен архив се пази в швейцарските Литературни архиви на Берн. 
В България е познат най-вече с творбите си „Последният череп на Маркиз дьо Сад“, както и с „Човекоядецът“. През 2003 г. е издаден и сборник с негови поетични произдведения.